# Show Me the Money (chương trình truyền hình Hàn Quốc)
Show Me The Money (SMTM) là một chương trình cạnh tranh về rap được phát sóng trên kênh truyền hình Mnet. Chương trình phổ biến ngay từ mùa đầu tiên vào năm 2012. Thông qua chương trình này, sự quan tâm của công chúng đến hip hop Hàn Quốc ngày càng tăng.
Format của chương trình thay đổi theo mỗi mùa, nhưng thông thường vẫn là các thí sinh sẽ đối đầu với nhau và tiến hành loại trừ trong các thử thách cho đến khi còn duy nhất một rapper chiến thắng. Chương trình như một sự kết hợp của các rapper tân binh và các rapper giàu kinh nghiệm. Các rapper có kinh nghiệm thường vào vai trò "nhà sản xuất", là bao gồm hai vai trò giám khảo và cố vấn cho thí sinh.
Tại Việt Nam, chuơng trình được mua bản quyền với tên gọi King of Rap.

## Mùa 1 (2012)
Mùa đầu tiên của SMTM sự cộng tác giữa với các rapper dày dặn kinh nghiệm như Double K, Verbal Jint, 45RPM, MC Sniper, Miryo, Hoony Hoon, Joosuc, và Garion với các rapper tân binh. Eun Jiwon là người chủ trì chương trình.
Những thí sinh đáng chú ý bao gồm Cheetah, một trong số ít rapper nữ dự thi, đã giành chiến thắng Unpretty Rapstar mùa đầu tiên (được ví như SMTM dành cho nữ). Rapper tân binh Loco, dưới sự hướng dẫn của Double K, là người chiến thắng, anh gia nhập công ty hip hop AOMG. Xuất hiện ở mùa 4 với vai trò nhà sản xuất cùng Jay Park.

## Mùa 2 (2013)
Mùa thứ hai của SMTM chia các thí sinh thành hai crew:
- "Meta Crew", do MC Meta của Garion dẫn dắt
- "D.O crew" dẫn dắt bởi Lee Hyun Do, cựu thành viên của bộ đôi hip hop huyền thoại Deux.
Eun Ji-won tiếp tục là chủ trì mùa này. Thí sinh của mùa này phải kể đến những thần tượng nổi tiếng tham gia như L.E của EXID, Jucy của EvoL. Các rapper nổi tiếng như Mad Clown, và Swings. Người chiến thắng của mùa thứ hai là Soul Dive.

## Mùa 3 (2014)
Mùa thứ ba của SMTM nổi bật với các nhà sản xuất vốn nổi tiếng trong giới hip hop Hàn Quốc. Các team nhà sản xuất chia theo tên các hãng thu âm của họ:
- Team YG (Tablo và Masta Wu)
- Team Illionaire (Dok2 và The Quiett)
- Team Brand New Music (SanE và Thí sinh của mùa 2 Swings trở lại với vai trò nhà sản xuất)
- Team YDG (Yang Dong-geun)
Rapper chiến thắng mùa này là rapper thần tượng Bobby của nhóm nhạc iKON, của team Illionaire.

## Mùa 4 (2015)
Mùa 4 gồm có 4 nhà sản xuất:
- Team YG (Jinusean và Tablo)
- Team Brand New Music (San E và Verbal Jint)
- Team AOMG (lần đầu tiên tham gia với bộ đôi Jay Park và Loco (người chiến thắng mùa đầu tiên trở lại với vai trò nhà sản xuất)
- Team Zipal (rapper thần tượng Zico của nhóm nhạc Block B và Paloalto (Hi-Lite Records).
Hơn 7000 thí sinh tham gia vòng thử giọng đáng chú ý là các rapper thần tượng như Song Min-ho của Winner, One của 1PUNCH và các rapper nổi tiếng như Blacknut và P-Type. Nhiều thí sinh trở lại từ mùa 3 và thể hiện được sự tiến bộ của mình. Người chiến thắng của mùa này là rapper Basick

## Mùa 5 (2016)
Mùa thứ năm của SMTM gồm 4 team nhà sản xuất đến từ các hãng thu âm khác nhau:
- Team AOMG (Simon Dominic và Gray)
- Team YG (Kush & Zion.T),
- Team Illionaire Records (Dok2 & The Quiett) - team nhà sản xuất chiến thắng mùa thứ 3
- Team Gill & Mad Clown.
Lần đầu tiên chương trình mở vòng thử giọng ở LA cùng giám khảo khách mời Timbaland. Nhiều rapper nổi tiếng và xuất hiện từ các mùa trước trở lại tham gia như G2, Reddy, C Jamm, BewhY, Bizniz, Onesun, Jin Doggae, J'Kyun, Seo Chul Goo, Snacky Chan, One, Sanchez, Dayday, Super Bee và Flowsik. Người chiến thắng mùa này là rapper BewhY thuộc team AOMG.

## Mùa 6 (2017)
Mùa thứ sáu của SMTM gồm 4 team nhà sản xuất:
- Team Zico & Dean - FANXY CHILD
- Team Choiza & Gaeko từ Dynamic Duo
- Team Tiger JK & Bizzy
- Team Jay Park & Dok2 - CEO Team
Nhiều rapper xuất hiện từ các mùa trước trở lại tham gia như QWALA, Hash Swan, Myundo, LTAK, NO:EL, Hanhae, Punchnello, Olltii, Jung Sangsoo, Nucksal, Candle, Kanto, Don Mills, Junoflo, Truedy, Kasper, P-Type, J-Kyun, Ja Mezz, Boi-B, Geegoin, Microdot, Young B, New Champ, IGNITO, Kebee, Sleepy (Untouchable) và Double K.
Nghệ sĩ và nhà sản xuất người Mỹ Swizz Beatz sẽ là một giám khảo đặc biệt cho buổi thử giọng sắp tới tại New York của chương trình. Swizz Beatz nổi tiếng với hãng thu âm Ruff Ryders Entertainment trước khi trở thành một nhà sản xuất của chương trình. Anh ấy là một trong số những người giỏi nhất trong ngành công nghiệp Mỹ và giành giải Grammy cho hợp tác rap của anh với Jay-Z trong năm 2011. "Show Me The Money 6" sẽ được mở vòng thử giọng tại New York và Los Angeles vào ngày 6 và 9 tháng 5 năm 2017.
Mùa giải thứ 6 "Show Me the Money" của Mnet đang thu hút nhiều người tham gia hơn tất cả các mùa trước. Có khoảng 9.000 người tham gia thử giọng trong "Show Me the Money 5" để có cơ hội cạnh tranh trong chương trình. "Show Me the Money 6", đã có hơn 12.000 người quan tâm đến việc thử giọng cho chương trình - số lượng ứng viên lớn nhất mà chương trình đã từng có. Vì số lượng lớn các ứng viên, đợt thử giọng vòng 1 tại Hàn Quốc sẽ diễn ra trong hai ngày từ ngày 29 đến 30 tháng 4 tại Nhà thi đấu Thế giới Samsan ở Incheon. Đây cũng là lần đầu tiên mở vòng thử giọng tại New York City. Format cho buổi thử giọng tại New York cũng giống như ở Hàn Quốc và diễn ra vào ngày 6 tháng 5 tại Brooklyn Studios. Mùa trước, nhà sản xuất đã tới Los Angeles để tổ chức thử giọng ở Hoa Kỳ lần đầu tiên. Buổi thử giọng cũng tiếp tục được tổ chức tại Los Angeles trong mùa giải này, vào ngày 9 tháng 5 tại LA Anderson Warehouse.
"Show Me the Money 6" dự kiến phát sóng vào khoảng giữa năm.
Và người chiến thắng là Hangzoo thuộc team Zico và Dean.

## Bài hát phát hành (Doanh thu nhạc số)
| Tên                                                | Năm  | Người dự thi                                | Thứ hạng | Doanh thu         | Album               |
| Tên                                                | Năm  | Người dự thi                                | KOR      | Doanh thu         | Album               |
| -------------------------------------------------- | ---- | ------------------------------------------- | -------- | ----------------- | ------------------- |
| Be I                                               | 2014 | B.I                                         | 4        | - KOR: 521,065+   | Show Me The Money 3 |
| I AM                                               | 2014 | Iron                                        | 31       | - KOR: 248,613+   | Show Me The Money 3 |
| OLL' Ready                                         | 2014 | Olltii                                      | 23       | - KOR: 239,604+   | Show Me The Money 3 |
| Ulleri                                             | 2014 | Yuk Jidam                                   | 63       | - KOR: 52,654+    | Show Me The Money 3 |
| Go                                                 | 2014 | Bobby                                       | 1        | - KOR: 402,975+   | Show Me The Money 3 |
| L4L (Lookin' For Luv)                              | 2014 | Bobby (ft. Dok2 & The Quiett)               | 7        | - KOR: 467,722+   | Show Me The Money 3 |
| That XX (ft. Zico)                                 | 2014 | Olltii                                      | 32       | - KOR: 215,341+   | Show Me The Money 3 |
| 187                                                | 2014 | Vasco (ft. Im Seonghyun)                    | 54       | - KOR: 57,915+    | Show Me The Money 3 |
| YGGR #HipHop                                       | 2014 | Bobby                                       | 2        | - KOR: 732,000+   | Show Me The Money 3 |
| Malice                                             | 2014 | Iron                                        | 4        | - KOR: 671,664+   | Show Me The Money 3 |
| Bounce                                             | 2014 | Bobby                                       | 2        | - KOR: 523,402+   | Show Me The Money 3 |
| "MY ZONE"                                          | 2015 | Basick, Blacknut, & Microdot                | 12       | - KOR: 241,506+   | Show Me The Money 4 |
| "RESPECT" (feat Loco, Gray, & DJ Pumpkin)          | 2015 | Sik-K, Lil Boi, & Geegooin                  | 6        | - KOR: 350,379+   | Show Me The Money 4 |
| "OG (Be Original)"                                 | 2015 | Innovator, Incredivle, & Superbee           | 92       | - KOR: 37,564+    | Show Me The Money 4 |
| "Turtle Ship (거북선)" (feat. Paloalto)            | 2015 | Ja Mezz, AndUp, & Song Min-ho               | 4        | - KOR: 813,526+   | Show Me The Money 4 |
| "moneyflow (다 비켜봐)"                            | 2015 | Song Min-Ho, Zico & Paloalto                | 7        | - KOR: 355,227+   | Show Me The Money 4 |
| "GXNZI (Feat. Vasco)"                              | 2015 | Basick                                      | 39       | - KOR: 135,599+   | Show Me The Money 4 |
| "ON IT + BO$$"                                     | 2015 | Lil Boi, Loco, Jay Park                     | 11       | - KOR: 225,750+   | Show Me The Money 4 |
| "M.I.L.E. (Make It Look Easy)"                     | 2015 | Blacknut, Verbal Jint, San E                | 22       | - KOR: 168,529+   | Show Me The Money 4 |
| "Oppa's Car (오빠차)"                              | 2015 | Incredivle, Tablo, Jinusean                 | 1        | - KOR: 864,877+   | Show Me The Money 4 |
| "Fear (겁) (Feat. Taeyang)"                        | 2015 | Song Min-Ho                                 | 1        | - KOR: 1,049,930+ | Show Me The Money 4 |
| "What Can I Do (내가 할 수 있는 건) (Feat. Jessi)" | 2015 | Blacknut                                    | 12       | - KOR: 265,227+   | Show Me The Money 4 |
| "Stand Up (Feat. Mamamoo)"                         | 2015 | Basick                                      | 21       | - KOR: 255,492+   | Show Me The Money 4 |
| "More Than a TV Star (Feat. Lee Hi)"               | 2015 | Innovator                                   | 47       | - KOR: 102,138+   | Show Me The Money 4 |
| "I'm the Man"                                      | 2015 | Basick, Verbal Jint, San E                  | 97       | - KOR: 21,239     | Show Me The Money 4 |
| "Okey Dokey"                                       | 2015 | Song Min-Ho, Zico                           | 9        | - KOR: 659,353+   | Show Me The Money 4 |
| "Betterdays (좋은 날) (feat. Gummy)"               | 2015 | Basick                                      | 26       | - KOR: 165,544+   | Show Me The Money 4 |
| "Victim + Poppin Bottles" (feat. B-Free, Paloalto) | 2015 | Song Min-Ho                                 | 51       | - KOR: 34,133+    | Show Me The Money 4 |
| "I'm Not The Person You Used To Know"              | 2016 | Simon Dominic, One, G2, BewhY               | 1        | - KOR: 668,577+   | Show Me The Money 5 |
| "Air DoTheQ"                                       | 2016 | The Quiett, Superbee, myunDo, Flowsik, Dok2 | 5        | - KOR: 534,386+   | Show Me The Money 5 |
| "$insa"                                            | 2016 | Zion.T, C Jamm, Reddy, Xitsuh               | 4        | - KOR: 530,371+   | Show Me The Money 5 |
| "Rose of Sharon"                                   | 2016 | Mad Clown, Donutman, Boi B, #GUN            | 12       | - KOR: 266,017+   | Show Me The Money 5 |
| "Going Home (비행소년) (feat. Gummy)"              | 2016 | Mad Clown, #GUN                             | 6        | - KOR: 470,368+   | Show Me The Money 5 |
| "Comfortable (맘 편히)"                            | 2016 | Simon Dominic, Gray, One                    | 1        | - KOR: 645,866+   | Show Me The Money 5 |
| "Knock (쿵)"                                       | 2016 | Zion.T                                      | 1        | - KOR: 517,805+   | Show Me The Money 5 |
| "Machine Gun"                                      | 2016 | Kush, Zion.T, Mino                          | 10       | - KOR: 369,708+   | Show Me The Money 5 |
| "Wanted (현상수배)"                                | 2016 | C Jamm, Reddy                               | 13       | - KOR: 285,116+   | Show Me The Money 5 |
| "Beverly 1lls"                                     | 2016 | Superbee, myunDo                            | 37       | - KOR: 158,840+   | Show Me The Money 5 |
| "RAPSTAR (remix)"                                  | 2016 | Flowsik, The Quiett. Dok2                   | 46       | - KOR: 121,081+   | Show Me The Money 5 |
| "Drummer (드러머) (feat. Olltii)"                  | 2016 | Zion.T, Xitsuh                              | 17       | - KOR: 257,386+   | Show Me The Money 5 |
| "Forever (Prod. By GRAY)"                          | 2016 | BewhY                                       | 1        | - KOR: 767,595+   | Show Me The Money 5 |
| "호랑나비 (Feat. Gill, Rhythm Power)"              | 2016 | Boi B                                       | 5        | - KOR: 747,766+   | Show Me The Money 5 |
| "미친놈 (Feat. Jessi)"                             | 2016 | #GUN                                        | 5        | - KOR: 436,901+   | Show Me The Money 5 |
| "Beautiful (아름다워) (Feat. Zico)"                | 2016 | C Jamm                                      | 8        | - KOR: 360,867+   | Show Me The Money 5 |
| "AND (끝) (Feat. Suran)"                           | 2016 | Xitsuh                                      | 61       | - KOR: 84,813+    | Show Me The Money 5 |
| "Sun Block (썬 블락) (Feat. Microdot)"             | 2016 | Superbee                                    | 42       | - KOR: 106,212+   | Show Me The Money 5 |
| "Day Day (Feat. Jay Park) (Prod. by GRAY)"         | 2016 | BewhY                                       | 1        | - KOR: 850,801+   | Show Me The Money 5 |
| "Like this (Feat. Bobby)"                          | 2016 | Reddy                                       | 20       | - KOR: 191,132+   | Show Me The Money 5 |
| "Air DoTheQ part 2 (공중도덕 part 2)"              | 2016 | The Quiett, Dok2, Superbee                  | 67       | - KOR: 69,698+    | Show Me The Money 5 |
| "MM"                                               | 2016 | C Jamm                                      | 92       | - KOR: 60,299+    | Show Me The Money 5 |
| "XamBaqJa (쌈박자) (Prod. by BewhY)"               | 2016 | BewhY, Simon Dominic                        | 29       | - KOR: 164,960+   | Show Me The Money 5 |
| "Let it be (재방송) (Feat. Crush)"                 | 2016 | C Jamm                                      | 51       | - KOR: 110,528+   | Show Me The Money 5 |
| "Fake (자화상 pt.2) (Prod. by BewhY)"              | 2016 | BewhY                                       | 39       | - KOR: 131,973+   | Show Me The Money 5 |
| "도깨비"                                           | 2016 | Flowsik, Hash Swan, Boi B, WuNo, G2         | 25       | - KOR: 120,785+   | Show Me The Money 5 |
| "Bad Blood (나쁜 피)"                              | 2016 | Mad Clown                                   | -        | - KOR: 39,946+    | Show Me The Money 5 |